# انقلاب بورژوائی
انقلاب بورژوائی (به انگلیسی: Bourgeois revolution) اصطلاحی مارکسیستی برای اشاره به نوعی انقلاب اجتماعی استفاده می‌شود که هدف آن از بین بردن یک سیستم فئودالی یا بقایای آن، برای برقراری حکومت بورژوازی و ایجاد یک دولت بورژوازی (سرمایه‌داری) است. در کشورهای مستعمره یا تحت انقیاد، انقلاب‌های بورژوائی اغلب شکل جنگ استقلال ملی به خود می‌گیرند. انقلاب‌های هلند، انگلیس، آمریکا و فرانسه به‌عنوان انقلاب‌های کهن و مادر، الگویی برای این انقلابات در نظر گرفته می‌شوند،  که تلاش کردند بقایای سیستم فئودالی قرون وسطی را پاک کنند تا راه را برای ظهور سرمایه‌داری هموار کنند.  این اصطلاح معمولاً در تقابل با «انقلاب پرولتری» به کار می‌رود و گاهی «انقلاب بورژوا-دمکراتیک» نیز نامیده می‌شود.

## نظریه‌های انقلاب بورژوایی

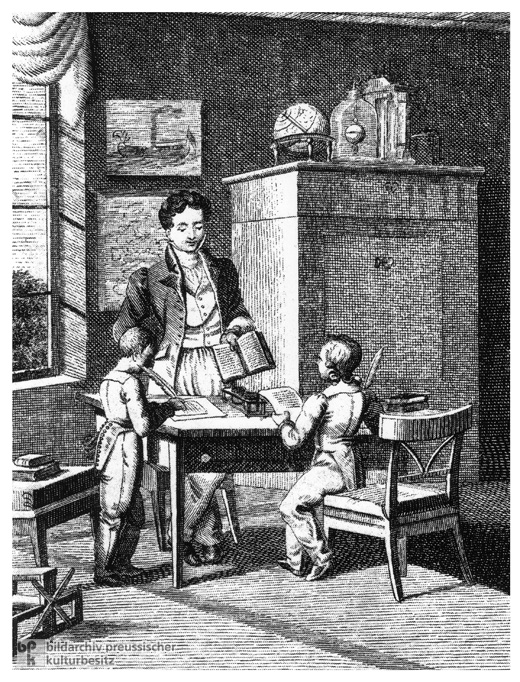
Bildungsbürger از اواخر قرن ۱۸ شروع شد طبقه («بورژوازی تحصیل کرده») خود را بیشتر بر اساس آموزش تعریف می‌کرد تا دارایی‌های مادی و بنابراین تأکید زیادی بر آموزش کودکان شد.

بر اساس برداشتی از نظریه دو مرحله‌ای، انقلاب بورژوایی به‌عنوان گامی ضروری در حرکت به سوی سوسیالیسم، همان‌طور که توسط گئورگی پلخانف تدوین شده بود، شمرده می‌شد. در این دیدگاه، کشورهایی مانند روسیه که ساختار فئودالی خود را حفظ کرده بودند، باید سرمایه‌داری را از طریق یک انقلاب بورژوایی ایجاد کنند تا بعد بتوانند انقلابی پرولتری به راه بیاندازند. در زمان انقلاب روسیه، منشویک‌ها این نظریه را مطرح کردند و استدلال کردند که انقلابی به رهبری بورژوازی برای مدرن کردن جامعه، ایجاد آزادی‌های اساسی و غلبه بر فئودالیسم ضروری است که شرایط لازم برای سوسیالیسم را ایجاد می‌کند.  این دیدگاه در تحلیل مارکسیست-لنینیستی برجسته است.
برینگتون مور جونیور، جامعه‌شناس سیاسی سوسیالیست، انقلاب بورژوایی را یکی از سه مسیر جامعه ماقبل صنعتی به دنیای مدرن معرفی کرد که در آن شیوه تولید سرمایه‌داری با لیبرال دموکراسی ترکیب می‌شود. مور انقلاب‌های انگلیس، فرانسه و آمریکا را نمونه‌هایی از این مسیر معرفی کرد. 
نیل دیویدسون معتقد است که استقرار دموکراسی یا پایان مناسبات فئودالی هیچ‌یک از مشخصه‌های انقلاب‌های بورژوایی نیستند، بلکه از تعریف الکس کالینیکوس از انقلاب بورژوایی به عنوان انقلاب‌هایی که «مرکز مستقل انباشت سرمایه» را ایجاد می‌کنند، حمایت می‌کند. 
همچنین برخی نظریه‌ها، تکامل بورژوازی را بدون نیاز به انقلاب توصیف می‌کنند. بورژوازی آلمان در طول انقلاب ۱۸۴۸ تلاشی برای به دست گرفتن فرماندهی تلاش‌های سیاسی نکرد و در عوض نظام سلطنتی حاکم شد. دیویدسون رفتار آنها را به توسعه دیرهنگام روابط سرمایه‌داری نسبت می‌دهد و از آن به عنوان الگویی برای تکامل بورژوازی استفاده می‌کند.

## اهداف انقلاب بورژوایی
طبق دیدگاه مارکسیستی، اهداف انقلاب بورژوایی عبارتند از:
- ایجاد دولت ملی (که می‌تواند در اقوام مختلف به شکل متفاوتی تشکیل شود). [۱۴] [۱۵]
- قانون اساسی دولت بر اساس حاکمیت مردمی (حاکمیت قانون و مشروطه بر اساس قانون اساسی [۱۶] تصویب شده توسط مردم است).
- حکومت بورژوازی [۱۷] در صورت امکان در قالب یک جمهوری دموکراتیک [۱۸][۱۹] (که البته قبلاً مکمل خود را در استبداد در دوران باستان یافته بود). [۲۰]
- الغای رعیت و در عوض تشکیل کارگران مزدبگیر. [۲۱] [۲۲]
- جدایی تولیدکنندگان از وسایل تولید در انباشت اولیه. [۲۳]
- الغای اصناف و آزادی سرمایه‌گذاری. [۲۱]
- توسعه آزادانه نیروهای مولده تا زمانی که برای انقلاب اجتماعی آماده شوند.